# Splitsville (2025)
Splitsville ist ein US-amerikanischer Spielfilm aus dem Jahr 2025 von Regisseur Michael Angelo Covino, der gemeinsam mit Kyle Marvin das Drehbuch schrieb. Covino und Marvin übernahmen neben Dakota Johnson und Adria Arjona auch eine Hauptrolle. Premiere war im Mai 2025 im Rahmen der 78. Internationalen Filmfestspiele von Cannes.

## Handlung
Ashley gesteht ihrem Ehemann Carey, dass sie ihn betrogen hat und sie sich scheiden lassen will. Carey sucht daraufhin bei seinen Freunden Julie und Paul Trost und Unterstützung.
Die beiden offenbaren ihm, dass sie eine offene Ehe führen und meinen, dass darin das Geheimnis für ihre funktionierende Beziehung besteht. Nachdem Carey und Julie miteinander im Bett landen zeigt sich allerdings, dass dem doch nicht so ist, denn Paul ist eifersüchtig.

## Produktion und Hintergrund
Der Film wurde von Neon, Topic Studios, Watch This Ready und TeaTime Pictures produziert, als Produzenten fungierten Michael Angelo Covino, Dakota Johnson, Emily Korteweg, Kyle Marvin, Ryan Heller, Ro Donnelly und Samantha Racanelli. Die Dreharbeiten fanden im September und Oktober 2024 statt.
Die Kamera führte Adam Newport-Berra, die Musik schrieben David Wingo und Dabney Morris und die Montage verantwortete Sara Shaw. Das Production-Design gestaltete Stephen Phelps, das Kostümbild Callan Stokes und den Ton Sylvain Bellemare. In den USA erhielt der Film ein R-Rating.

## Veröffentlichung

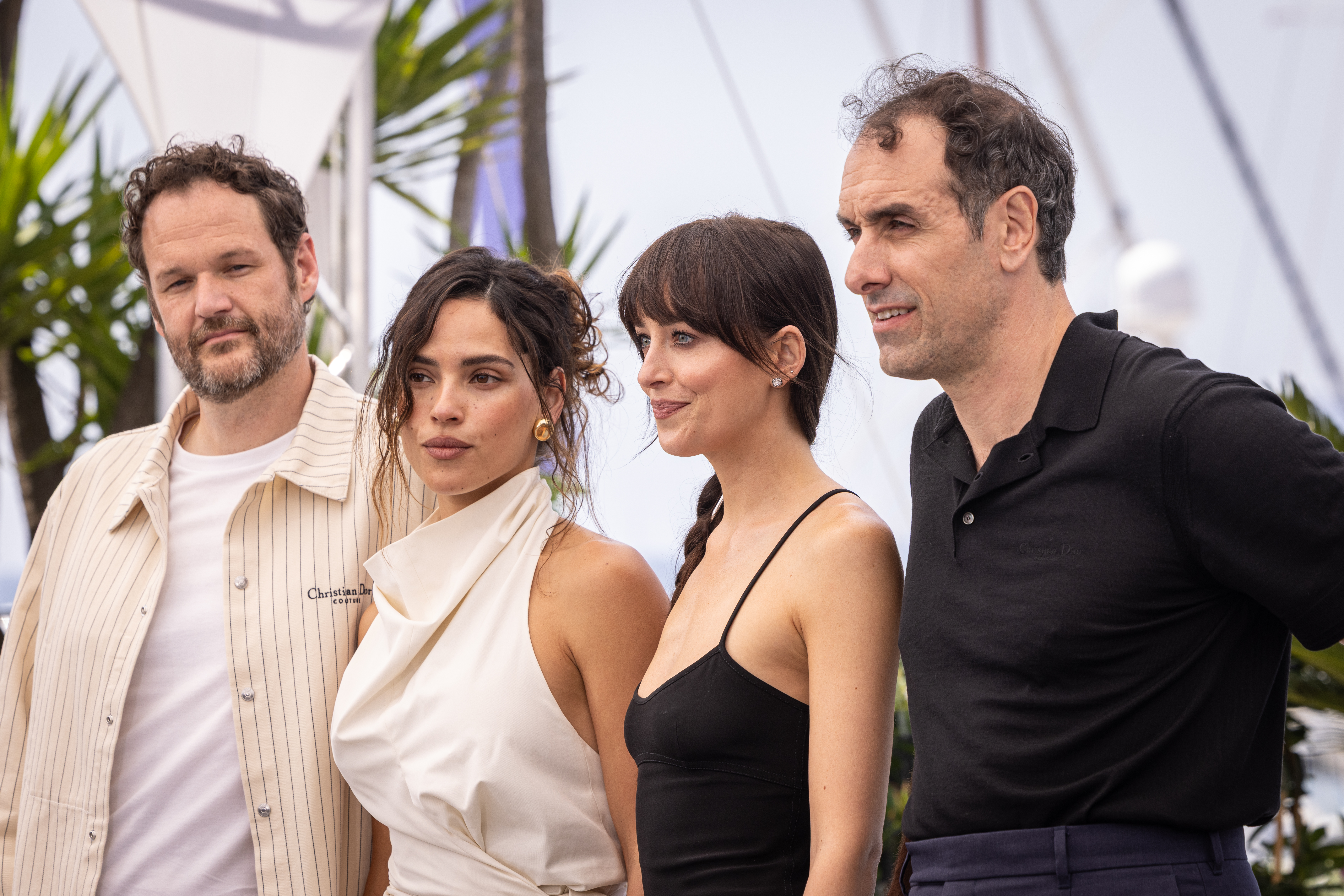
Kyle Marvin, Adria Arjona, Dakota Johnson und Michael Angelo Covino bei den Filmfestspielen von Cannes 2025

Premiere war im Mai 2025 im Rahmen der 78. Internationalen Filmfestspiele von Cannes. Im Juni 2025 wurde ein erster Trailer veröffentlicht.
In den USA soll der Film am 22. August 2025 in ausgewählte Kinos kommen.

## Rezeption
Am 18. August 2025 waren 17 der 22 bei Rotten Tomatoes aufgeführte Kritiken positiv. Bei Metacritic erhielt der Film am 18. August 2025 einen Metascore von 71 von 100 möglichen Punkten, der auf neun Rezensionen basierte.